# Kraftwerke Oberhasli
Die Kraftwerke Oberhasli AG (KWO) ist eine Betreiberin von Wasserkraftanlagen in der Schweiz. Mit 13 Wasserkraftwerken und acht Speicherseen produzierte sie 2019 rund 2400 Gigawattstunden (GWh) elektrische Energie. Ihr Hauptsitz befindet sich in Innertkirchen im Kanton Bern.

## Geschichte und Technik

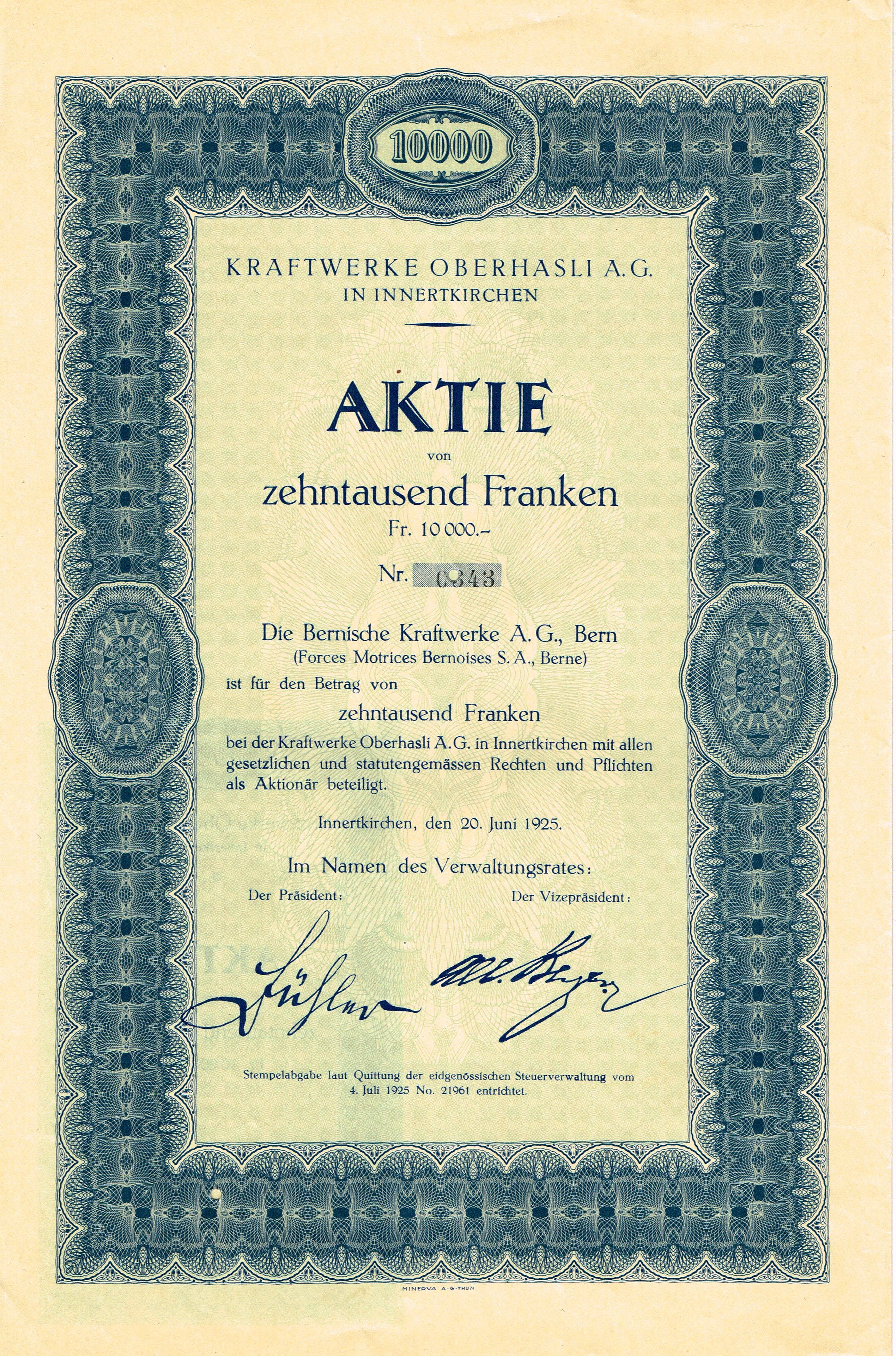
Gründeraktie der Kraftwerke Oberhasli AG vom 20. Juni 1925

Bereits Ende des 19. Jahrhunderts wurden die vorzügliche Eignung des Grimsel- und Sustengebietes zur Nutzung der Wasserkraft erkannt: reichliche Niederschläge, grosse Geländekammern, stabiler Granituntergrund und grosse Höhenunterschiede auf kurzer Distanz. Die Vereinigten Kander- und Hagneck-Werke, eine Vorgängergesellschaft der BKW, konnten sich gegen andere Bewerber durchsetzen und erhielten im März 1906 das Recht zur Nutzung der Wasserkraft der Aare und ihrer Zuflüsse von der Grimsel bis Innertkirchen. Einer der Konkurrenten der späteren BKW war der Lotzwiler Unternehmer Robert Müller-Landsmann, der später das Kraftwerk Wynau an der Aare bauen liess.
Am 20. Juni 1925 gründete die BKW aus Bern die Kraftwerke Oberhasli AG mit Sitz in Innertkirchen, an der sich 1928 auch der Kanton Basel-Stadt und 1930 die Stadt Bern beteiligten, 1938 kam die Stadt Zürich dazu, die Beteiligungsverhältnisse blieben seither unverändert. BKW Energie besitzt die Hälfte, die IWB, die Energie Wasser Bern und die Stadt Zürich je ein Sechstel der KWO. Die Organisationsform, bei der sich mehrere juristische Personen an einer Aktiengesellschaft zur gemeinsamen Nutzbarmachung von Wasserkraft beteiligen, wurde später bei weiteren Kraftwerksprojekten angewandt und ist in der Schweiz unter der Bezeichnung Partnerwerk bekannt.

### Ausbauetappen
Die Kraftwerksgruppe wurde in drei Ausbauetappen erstellt. In einem ersten Schritt wurden im Aaretal die Speicherseen Grimsel, Gelmer, Räterichsboden, Mattenalp und Oberaar erstellt und die dazugehörigen Kraftwerkszentralen in Grimsel, Handeck und Innertkirchen erstellt. Der zweite Schritt umfasste die Nutzbarmachung des Wassers aus dem Gadmental. Der dritte Ausbauschritt wurde zuerst unter dem Namen Grimsel West geplant, er sollte die Spitzenenergieerzeugung verbessern und mehr Wasser aus dem Sommerabfluss für die Verwendung im Winter speichern. Das Projekt scheiterte am Widerstand von Umweltverbänden, die sich für den Erhalt des Arvenwaldes Sunnige Aar einsetzten. Es wurde ab 1999 nicht mehr weiter verfolgt und durch das Ausbauprogramm KWO Plus ersetzt, das weniger stark in die Moorlandschaft eingreift.

#### Erste Ausbauetappe 1925–1954

Anlageschema der KWO, Zustand 2010. Die Bauvorhaben Erweiterung Innertkirchen 1 und Erweiterung Handeck 2 sind umgesetzt. Weitere hier nicht gezeigte Bauvorhaben sind in Vorbereitung oder ausgeführt.

Am Ende dieser Ausbauetappe umfasste die Kraftwerksgruppe vier Kraftwerke mit einer Gesamtleistung von 493 MW, in den fünf grösseren Stauseen konnten 208 Mio. m³ Wasser aus dem Aaretal gespeichert werden, was einem Energieinhalt von 630 GWh entsprach. Die mittlere Jahresproduktion betrug 1170 GWh, wovon 90 % als Spitzenenergie zur Verfügung gestellt werden konnten.

##### 1925–1932: Grimselsee, Gelmersee und Handeck 1
Die Staumauern des Grimselsees und des Gelmersees und der 5,2 km lange Verbindungsstollen zwischen den beiden Seen und die Zentrale Handeck 1 wurden gebaut. Im Maschinenhaus, das im Freien steht, sind vier vertikalachsige Maschinensätze mit Pelton-Turbinen aufgestellt, die damals zusammen eine Leistung von 92 MW hatten. Das Maschinenhaus war über eine 50 kV-Hochspannungsleitung mit dem Unterwerk in Innertkirchen verbunden. Die Staumauer Spitallamm des Grimselsees war mit einer Höhe von 114 m bei Fertigstellung die höchste Talsperre Europas. Mit dieser Etappe entstand auch die Gelmerbahn, eine der steilsten Standseilbahnen der Welt.

##### 1939–1943: Innertkirchen 1
Während des Zweiten Weltkrieges wurde das Kraftwerk Innertkirchen 1 als zweite Stufe der Kraftwerksgruppe gebaut, das Maschinenhaus wurde erstmals in der Schweiz als Kavernenzentrale angelegt und war Vorbild für weitere Kraftwerke in dieser Bauweise. Das Wasser gelangte vom neu gebauten Ausgleichsbecken Handeck über einen 10 km langen Stollen zum Wasserschloss Kapf und von da über einen 1,9 km langen gepanzerten Druckschacht zur Zentrale, wo zuerst drei, später fünf Maschinengruppen mit je einer Leistung von 47 MW standen. Die maximal 235 MW Leistung der Zentrale wurde mit einer 150 kV-Hochspannungsleitung ins Unterwerk Innertkirchen übertragen. Mit Innertkirchen 1 hatte die Kraftwerksgruppe eine Gesamtleistung von 294 MW und konnte jährlich 660 GWh produzieren.

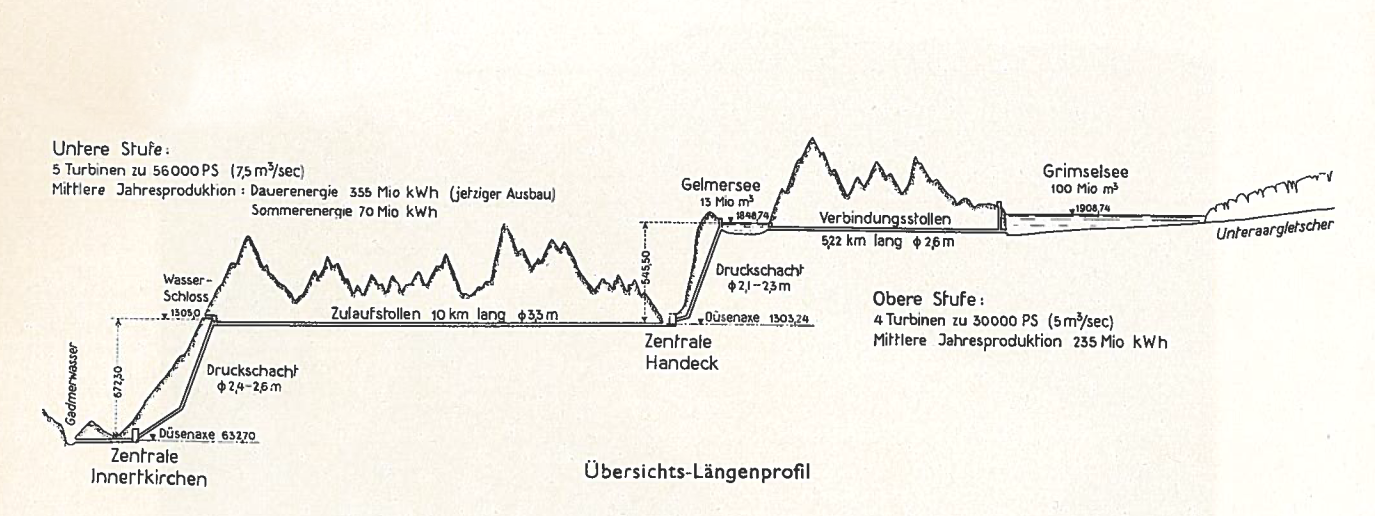
Ausbau der Anlagen im Jahre 1943
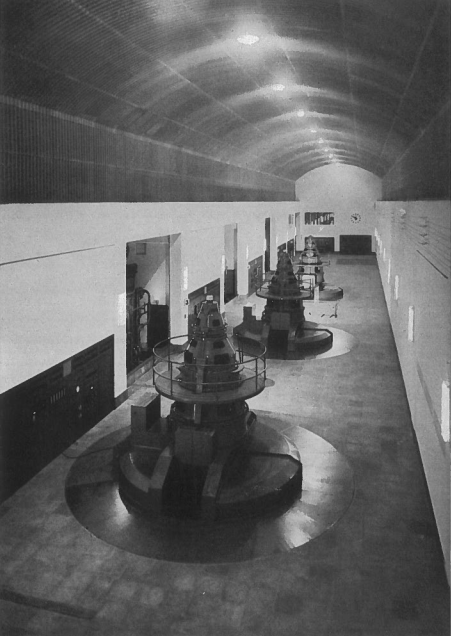
Maschinensaal der Zentrale Innertkirchen 1

##### 1947–1950: Räterichsbodensee, Mattenalpsee und Handeck 2
Nach dem Zweiten Weltkrieg wurde die Anlage durch das Kavernenkraftwerk Innertkirchen 2 vergrössert. Zusätzliches Wasser wurde im neu erstellten Räterichsbodensee gespeichert. Im Urbachtal wurde der Mattenalpsee erstellt, dessen Wasser durch einen Zuleitungsstollen in das Wasserschloss Kapf geleitet wird. In der Zentrale sind vier vertikalachsige Maschinensätze mit Pelton-Turbinen aufgestellt, jeder Maschinensatz hatte eine Leistung von 33 MW. Die Spannung der Übertragungsleitung nach Innertkirchen wurde auf 150 kV erhöht.

##### 1947–1950: Totensee
In den Jahren 1949 und 1950 wurde am Totensee eine Staumauer errichtet und das von Natur aus in die Rhone fliessende Wasser in den Grimselsee geleitet. Zuvor wurde das Wasser vom Kleinwasserkraftwerk Gletsch genutzt, das als Gegenleistung für die Wassernutzung Energienutzungsrechte erhielt.

##### 1952–1954: Wasserfassungen Gruebenbach (berneroberländer Schweizerdeutsch «Gröebebach») und Bächlisbach
Das vom Gruebengletscher (berneroberländer Schweizerdeutsch «Gröebengletscher») stammende Wasser wird unterhalb des Gruebensees (berneroberländer Schweizerdeutsch «Gröebeseewli») gesammelt und mit einem 2,2 km langen Stollen in das Bächlital geleitet. Dort wird es zusammen mit dem vom Bächligletscher stammenden Wassers des Bächlisbachs im Bächlisee gefasst und mit einem 1,36 km langen Stollen in den Grimselsee geleitet.

##### 1950–1954: Oberaarsee, Trübtensee und Grimsel 1
In den 1950er-Jahren wurde die Staumauer des Oberaarsees und das Kraftwerk Grimsel 1 gebaut. Als Zugang zur Kavernenzentrale wurde die Kraftwerk Oberaar-Brücke über die Aare gebaut. Der Trübtensee erhielt auch eine kleine Staumauer, sein Wasser wird in den 5,4 km langen Zuleitungsstollen vom Oberaarsee zum Wasserschloss Grimsel eingeleitet. Ein 1,6 km langer Druckschacht führt vom Wasserschloss zur Kavernenzentrale Grimsel 1, wo eine Maschinengruppe mit horizontaler Achse stand, die eine Leistung von 34 MW hatte. Weiter stand in der Zentrale eine Pumpe mit einer Leistung von 19,5 MW, die Wasser aus dem Verbindungsstollen Grimselsee–Gelmersee in den Oberaarsee zurückpumpen konnte. Das Kraftwerk wurde über eine 150-kV-Hochspannungsleitung mit dem Unterwerk Innertkirchen verbunden.

#### Zweite Ausbauetappe 1952–1979
Am Ende der zweiten Ausbauphase der Kraftwerksgruppe war auch die Nutzung des Wassers aus dem Gadmertal möglich, die Gruppe umfasste am Ende des Ausbaus sieben Zentralen, die zusammen 582 MW leisten konnten und jährlich 1,5 GWh erzeugten.

##### 1952–1954: Triftstollen
Nachdem die beiden Stauseen Räterichsboden und Oberaar gebaut worden waren, fehlte dem Kraftwerk Innertkirchen im Sommer das Wasser, um dieses zu ersetzen wurde das bisher noch ungenutzte Wasser aus dem Gadmertal in den Zulaufstollen des Kraftwerks geleitet. Dafür wurden das Wendenwasser, das vom Steingletscher stammende Gadmerwasser und das vom Triftgletscher stammende Triftwasser gefasst und mit einem 12,5 km langen Stollen zum Fenster Rotlaui im Druckstollen Handeck–Innertkirchen geleitet.

##### 1958–1960: Fuhren
In Fuhren im Gadmertal wurde ein Kraftwerk gebaut, um das Wasser aus dem oberen Gental auszunutzen. Dazu wurde der Engstlensee mit einem unterirdischen Seeanstich versehen, der es erlaubt, den See während den Wintermonaten um fünf Meter abzusenken. Der Stollen des Seeanstichs mündet ungefähr 250 m unterhalb des natürlichen Seeausflusses in das Gentalwasser, das nach weiteren 480 m gefasst wird und zusammen mit dem Wasser weiterer Bäche dem Ausgleichsbecken Teuflaui zugeführt wird. Von da führt ein 2,6 km langer Zulaufstollen in das benachbarte Gadmertal zum Wasserschloss Birchlaui, wo eine 1,9 km lange Druckleitung in das Kraftwerk Fuhren führt. Das Unterwasser wird über einen Gegendruckstollen in das Stollenfenster Schaftelen des Zulaufstollens Steinwasser–Trift geleitet. Das Wasser kann danach entweder in den Kraftwerken Hopflauenen und Innertkirchen 2 genutzt werden oder über die Pumpturbine von Handeck 3 in den Stausee Räterichsboden gepumpt werden. In der Zentrale in Fuhren kann eine zusätzliche Pumpe in Schwachlastzeiten aus einem Ausgleichsbecken Gadmerwasser in den Triftstollen befördern.

##### 1962–1967: Hopflauenen
Um die im Sommer anfallenden grossen Abflüsse im Gadmental besser nutzen zu können, wurde in Hopflauenen ein weiteres Kraftwerk gebaut. Bei der Wasserfassung Trift wurden zwei unterirdische Reservoirkammern gebaut, von denen ein fast vier Kilometer langer Zulaufstollen zum Wasserschloss Speicherberg führt, von dem ein 890 m langer Druckschacht in die unterirdische Zentrale in Hopflauenen im Gadmertal führt. Das Wasser wird von zwei Pelton-Turbinen verarbeitet. Eine weitere getrennte Zuleitung führt von der anderen Talseite Wasser aus dem Ausgleichsbecken Leimboden einer eigenen Turbine zu. Das Unterwasser beider Stufen wird in das Ausgleichsbecken Hopflauenen zurückgegeben.

##### 1964–1968: Innertkirchen 2
Die freistehend gebaute Zentrale Innertkirchen 2 ist die Unterstufe der Zentrale Hopflauenen, das Wasser wird vom Ausgleichsbecken Hopflauenen über einen fast vier Kilometer langen Stollen dem Wasserschloss oberhalb von Innertkirchen zugeführt, von wo ein rund 600 m langer Druckschacht in das Kraftwerk führt. Das Wasser wird von zwei Francis-Turbinen verarbeitet.

##### 1970–1974: Ausbau Grimsel 1
Die Zentrale Grimsel 1 wurde mit einer zusätzlichen Maschinengruppe mit einer Leistung von 7,5 MW ausgerüstet, die Wasser aus dem Grimselsee in den Räterichsbodensee verarbeitete, womit zusätzliches Wasser für die Zentrale Handeck 2 zur Verfügung gestellt werden konnte. Die Maschinengruppe wurde im Rahmen des Ausbaus KWO Plus ersetzt.

##### 1972–1977: Handeck 3
Das Kraftwerk Handeck 3 besteht aus einer Isogyre-Pumpturbine und einer Diagonalpumpe. Es dient der besseren Verbindung der Gadmertal-Kraftwerke mit den Aaretal-Kraftwerken. Im Turbinenbetrieb kann Handeck 3 Wasser aus dem Räterichsbodensee verarbeiten, wobei das Unterwasser in Richtung Trift oder in Richtung Innertkirchen 1 abgegeben werden kann. Bei der Überleitung in Richtung Trift wird die Zentrale Innertkirchen 1 entlastet und freie Kapazitäten in den Zentralen Hopflauenen und Innertkirchen 2 können genutzt werden. Im Pumpbetrieb fördert Handeck 3 Wasser aus dem Gadmertal in den Räterichsbodensee, womit eine Möglichkeit geschaffen wurde, Wasser aus dem Gadmertal zu speichern, obwohl dort keine Stauseen angelegt sind. Diese Funktion ist vor allem im Sommer wichtig, wo im Gadmertal mehr Wasser anfällt als dort verarbeitet werden kann.
Eine 1976 eingebaute Diagonalpumpe konnte Wasser vom Ausgleichsbecken Handeck in Richtung Trift pumpen, wurde aber 2016 stillgelegt.

##### 1975–1978: Ausbau Hopflauenen und Innertkirchen 2
Durch die Überleitung von Wasser aus den Speicherseen im Aaretal in das Gadmental lohnte sich der Einbau einer weiteren Maschinengruppe in die Zentralen Hopflauenen und Innertkirchen 2.

##### 1973–1979: Grimsel 2
Durch das Pumpspeicherwerk Grimsel 2 wurde eine Möglichkeit geschaffen, in Schwachlastzeiten Wasser aus dem Grimselsee in den Oberaarsee zu pumpen, bei der Anlage handelt es sich um ein reines Umwälzwerk. Das heisst, das im Turbinenbetrieb verarbeitete Wasser wurde zuvor in den Oberaarsee hochgepumpt und stammt nicht aus den natürlichen Zuflüssen des Oberaarsees, die Funktion ermöglicht im Verbund mit Kernkraftwerken deren in Schwachlastzeiten anfallende Energie zwischenzuspeichern, um sie während Bedarfsspitzen wieder abrufen zu können. In der Zentrale sind vier Maschinensätze aufgestellt, die jeweils aus einem Pelton-Turbinenrad, einem Motor-Generator und einem Pumpenrad bestehen. Im Zusammenhang mit dem Bau von Grimsel 2 wurde die Spannung im Energieübertragungsnetz zwischen den Kraftwerken der Gruppe von 150 kV auf 220 kV erhöht.

#### Projekt Grimsel West
Der Kern des für die Erteilung der Konzession eingereichten Projektes war die Erhöhung des Speichervolumens des Grimselsees durch den Bau einer zusätzlichen 203 m hohen Bogengewichtsmauer ungefähr 1,3 km westlich der bestehenden Staumauern Spitellamm und Seeuferegg. Dadurch wären zwei Staubecken entstanden, ein neues Grimsel West genanntes Staubecken mit 410 Mio. m³ Inhalt, dessen Seespiegel auf 2020 m. ü. M. gelegen wäre, und der Rest des bestehenden Staubeckens mit einem verbleibenden Inhalt von 44 Mio. m³ mit unveränderter maximaler Staukote.
Das Wasser aus Grimsel West wäre mit vier Turbinen in der Kavernenzentrale Handeck IV verarbeitet worden, eine Pumpenzentrale mit ebenfalls vier Maschinensätzen hätte Wasser aus dem Triftstollen und anderen in der Handeck anfallenden Zuflüssen in das Staubecken Grimsel West gefördert. Weiter wäre ab der Handeck ein neues Stollensystem nach Innertkirchen gebaut worden, wo das Wasser in einer neuen Zentrale Innertkirchen 3 verarbeitet worden wäre – nicht zu verwechseln mit dem in den 2010er-Jahren gebauten Kleinkraftwerk mit demselben Namen.
Unter der Gerstenegg wäre eine neue Zentrale Grimsel IV mit zwei Pumpen gebaut worden, die Steinwasser und Triftwasser aus dem Gadmertal nach Grimsel West gepumpt hätte. Für die Zuleitung des Wassers wäre ein neues Stollensystem mit einem 5 Mio. m³ fassenden Ausgleichsbecken Obere Trift gebaut worden. Weiter wäre in Grimsel IV auch eine Pumpturbine untergebracht gewesen, die im Sommer Wasser aus dem Räterichsboden nach Grimsel West gepumpt hätte und im Winter in umgekehrter Richtung turbiniert hätte. Eine Francis-Turbine hätte Wasser, das von Grimsel West zum Gelmersee geleitet worden wäre, ausgenutzt. Weiteres Wasser wäre von der neu zu erstellenden Wasserfassung Gauli unterhalb des Gauligletschers zur Zentrale Grimsel IV geleitet worden.
Für das gesamte Projekt rechnete die KWO im Jahre 1987 mit einer Investition von 1,9 Mrd. Franken und einer Bauzeit von 15 Jahren. Die Winterenergieproduktion wäre von 753 GWh auf 1912 GWh angestiegen, die Maximalleistung der Turbinen wäre von 959 MW auf 1887 MW erhöht worden.
Das Konzessionsgesuch für das Projekt wurde 1988 eingereicht, worauf Einsprachen von mehreren Umweltverbänden eingingen. 1991 wurde ein abgeändertes Projekt 90 eingereicht, gegen das die Standortgemeinde Guttannen Einspruch erhob. 1999 wurde das Ausbauprojekt durch das neue Vorhaben KWO Plus abgelöst.

#### Dritte AusbauetappeKWO Plusab 2002
Die dritte Ausbauetappe unter dem Namen KWO Plus ermöglicht primär eine Erhöhung der Spitzenenergieproduktion, bezweckt aber auch einen besseren Hochwasserschutz durch Erhöhung der Speicherkapazität der Stauseen. Dadurch lässt sich auch mehr im Sommer anfallendes Wasser für die Stromproduktion im Winter aufbewahren. Weiter wird mit einigen Kleinkraftwerken die Ausnutzung der vorhandenen Energiereserven erhöht.

##### 2002–2007: Aufwertung Innertkirchen 1
In einem ersten Schritt wurde zwischen Handeck und dem Wasserschloss Kapf ein zweiter Stollen parallel zum bestehenden gebaut, wodurch der Querschnitt der Zuleitung zum Wasserschloss erhöht wurde und somit die Fliessgeschwindigkeit des Wassers verlangsamt wurde und dadurch die im Stollensystem entstehenden Reibungsverluste verkleinert werden konnten. Der bestehende Stollen hat einen Durchmesser von 3,3 m, der neue zusätzliche einen solchen von 4,3 m. Weiter wurden die Wellen und Laufräder der Turbinen, sowie die Maschinentransformatoren der sechzigjährigen Zentrale erneuert.

##### 2003–2007: Aufwertung Grimsel 1
Die aus den 1950er-Jahren stammende Turbine, die das Wasser aus dem Grimselsee verarbeitete, hatte ein zu kleines Schluckvermögen, sodass ein Teil des Wassers ungenutzt in den Gelmersee übergeleitet werden musste. Die bestehende Maschinengruppe wurde durch eine neue ersetzt, die maximal 26,5 MW abgeben kann.

##### 2011–2016: ProjektTandem, Innertkirchen 1E und Handeck 2E
Zwischen Räterichsbodensee und Innertkirchen wurde das gesamte Triebwasserstollensystem verdoppelt, dazu mussten 19 km Stollen neu gebaut werden. Die Zentralen Innertkirchen 1 und Handeck 2 wurden mit zusätzlichen Kavernenzentralen ergänzt, in denen jeweils eine vertikale Pelton-Turbine eingebaut wurde. Innertkirchen 1E hat eine Leistung von 150 MW, Handeck 2E eine von 90 MW. Weiter wurde in Innertkirchen ein neues Ausgleichsbecken angelegt, das eine regelmässige Abgabe des verarbeiteten Triebwassers in die Aare erlaubt und dadurch schädliche Auswirkungen des plötzlich anschwellenden oder absinkenden Aarepegels vermeidet.
Im Zusammenhang mit dem Projekt Tandem wurde das Kraftwerk Handeck 3 renoviert. Die veraltete störungsanfällig gewordene Steuerungs- und Regelungstechnik der Isogyre-Gruppe wurde ersetzt, die Diagnonalpumpe stillgelegt. Die Isogyre-Gruppe dient nun hauptsächlich als Pumpe für die Einlagerung von Gadmertal-Wasser in den Räterichsbodensee, die Diagnonalpumpe hatte durch die gesteigerte Verarbeitungskapazität von Innertkirchen 1 an Bedeutung verloren, sodass sie stillgelegt werden konnte.
Weil nach dem Projekt Tandem nicht umgehend mit den Ausbauprojekten Grimsel 1E und Grimsel 3 fortgefahren wurde, kam es 2016 bei der KWO zu einem Abbau von 50 Stellen im Bereich von Engineering, Projektleitung und Bauleitung.

##### 2015–2016: Innertkirchen 3 (Grund)
Das Kleinkraftwerk nutzt das Gefälle des Ürbachwassers zwischen der Ürbachsallmend und dem Aaretal. Die sechsdüsige vertikale Peltonturbine hat eine Leistung von 3 MW.

##### 2019–2025: Ersatz Staumauer Spitallamm

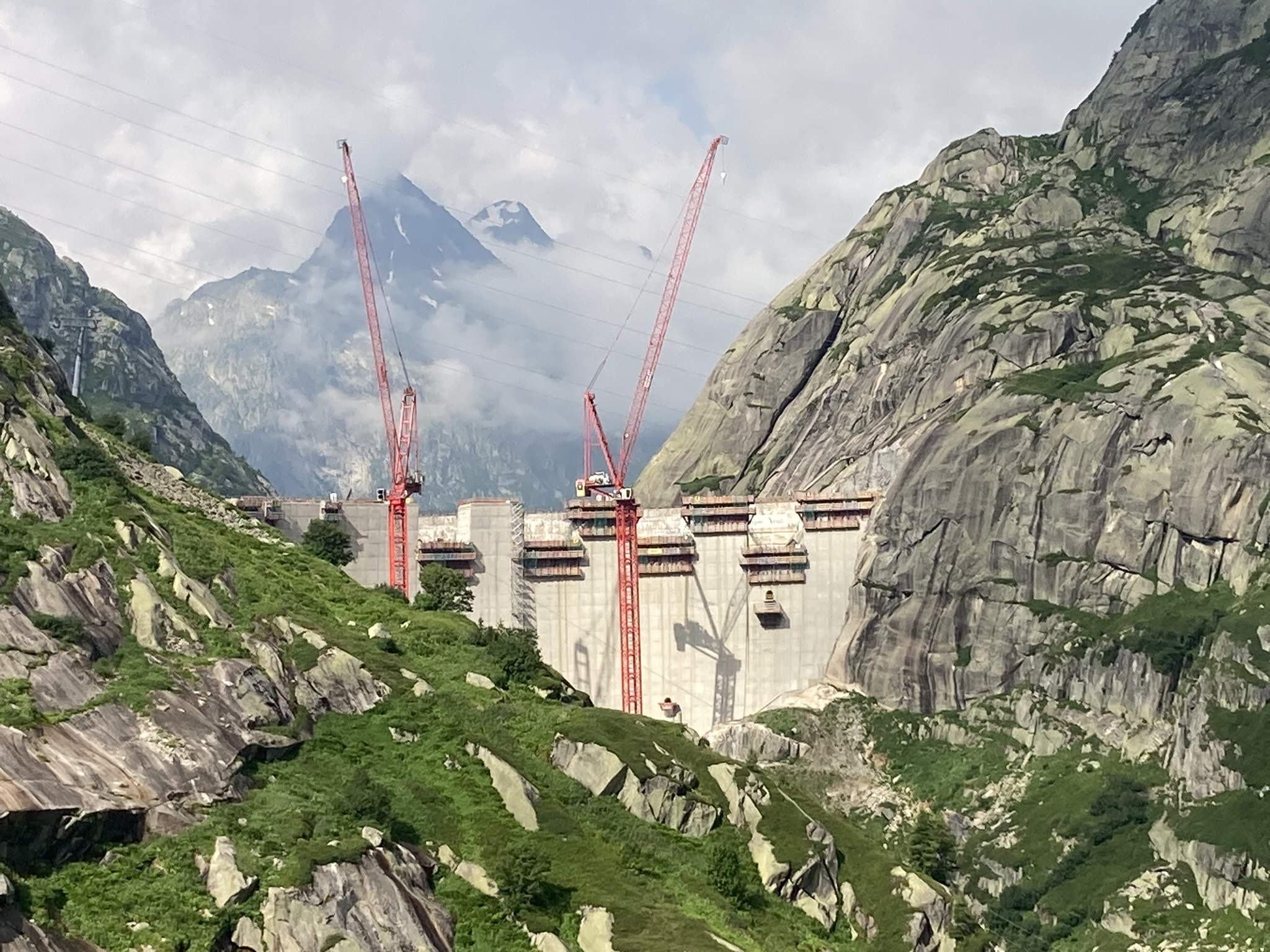
Baustelle Ersatz Spitallamm-Staumauer im Juli 2024

Bei der Bogengewichtsmauer Spitallamm am Grimselsee wurde bereits in den 1960er-Jahren festgestellt, dass sich zwischen der wasserseitigen Betonauskleidung und dem als Gewicht dienenden Beton ein vertikaler Riss durchs Bauwerk zieht, statt die alte Staumauer zu reparieren wird vor dieser eine neue Bogenstaumauer gebaut. Nach Fertigstellung wurde die alte Staumauer nicht abgetragen, sondern ab dem 15. April 2025 geflutet.

##### Kleinkraftwerk Handeckfluh
Das Kleinkraftwerk Handeckfluh soll das bisher ungenutzte Gefälle zwischen Mattenalpsee und dem Wasserschloss Handeckfluh nutzen. Mit einer Investition von 22,5 Mio. SFr. kann eine vollständig unterirdische Anlage mit einer Leistung von 10 MW gebaut werden, die jährlich 24 GWh produzieren würde. Das Gesuch für die Baubewilligung wurde 2017 eingereicht.

##### Stausee und Kraftwerk Trift
Das Geländebecken an der Trift, das durch den klimawechselbedingten Rückzug des Triftgletschers freigelegt worden ist, soll für einen Stausee von 85 Mio. m³ Inhalt genutzt werden, er wird sowohl der Energieproduktion dienen, wie auch die Siedlungen vom Gadmertal bis zum Brienzersee vor Hochwasser schützen, das von Flutwellen des bestehenden Gletscherrandsees verursacht werden könnte, die Gefahr besteht bei spontanen Eisabbrüchen des Gletschers oder in den See stürzenden Felsmassen.
Die Staumauer soll ungefähr zwei Kilometer oberhalb der bestehenden Wasserfassung Trift gebaut werden und als circa 130 m hohe doppelt gekrümmte Bogenstaumauer ausgeführt werden. Zusätzlich zum Wasser aus dem Triftgletscher wird auch das Wasser vom Steingletscher über einen neuen Zulaufstollen in den See geleitet. Die 425 m Höhendifferenz zwischen dem Stausee und der bestehenden Wasserfassung Trift wird durch das Kraftwerk Trift genutzt, das über einen Zufahrtsstollen von Fuhren aus erschlossen wird. Das Kraftwerk soll mit einer Leistung von 80 MW jährlich 145 GWh produzieren. Die schnell abrufbare Energie wird für die Netzstabilisierung und Deckung bei Spitzenlast im Winter benötigt.
Das Konzessionsgesuch für das 387-Mio.-SFr.-Projekt wurde im September 2017 eingereicht. Im März 2020 hat der Bundesrat dem Schutz- und Nutzungsplan für das Obere Gadmental zugestimmt, danach hat der Grosse Rat des Kantons Bern die Konzession im Juni erteilt. Sie wird von der KWO benötigt, um das Baugesuch einzureichen. Über die Finanzierung des Projektes will die KWO erst 2023 entscheiden und hofft dabei auf Unterstützung durch den Kanton Bern und den Bund. Für das Projekt wird mit einer Bauzeit von acht Jahren gerechnet.

##### Kraftwerk Grimsel 1E
Das Kraftwerk Grimsel 1E würde ähnlich dem Projekt Tandem das Triebwasserstollensystem zwischen Grimselsee und Räterichsbodensee verdoppeln, nach Stand 2013 würde sich die Investition für die 150-MW-Pumpspeicherzentrale auf ungefähr 155 Mio. SFr. belaufen. Die Berner Grossrats-Kommission stimmte im August 2014 einer Anpassung der KWO-Gesamtkonzession für den Kraftwerksbau zu, eine Umsetzung war aber 2020 unsicher und wurde von der Entwicklung der Strompreise abhängig gemacht.

##### Kraftwerk Grimsel 3
Das Pumpspeicherwerk Grimsel 3 hätte mit drei drehzahlvariablen 220-MW-Pumpturbinen den Räterichsbodensee mit dem Oberaarsee verbunden, das Projekt hätte 2011 eine Investition von 660 Mio. SFr. nötig gemacht und innerhalb von sechs Jahren gebaut werden können. Obwohl die Konzession für das Kraftwerk vorlag, wurde dessen Bau 2013 aus wirtschaftlichen Gründen vom Verwaltungsrat sistiert.

##### Vergrösserung Grimselsee
Die Vergrösserung des Grimselsees war bereits mit dem Staubecken Grimsel West vorgesehen, nach Aufgabe dieses Projekts wurde ein neues Projekt vorgestellt, das vorsieht, die Staumauern des Grimselsees um 23 m zu erhöhen. Dadurch könnte der Stauseeinhalt von 94 Mio. m³ auf 150 Mio. m³ erhöht werden, was die Einspeicherung von zusätzlichen 240 GWh ermöglichen würde. Die Umsetzung des Projektes ist von einer beim Bundesgericht anhängigen Beschwerde der Umweltverbände abhängig, der Entscheid wurde spätestens 2021 erwartet.

## Anlagenschema
|  |  |  |  |  |  |  |

|  |  |  |  |  |  |  |

|  |  |  |  |  |  |  |  |

|  |  |  |  |  |  |  |  |

|  |  |  |  |  |  |  |  |  |

|  |  |  |  |  |  |  |  |  |

|  |  |  |  |  |  |  |  |  |  |

|  |  |  |  |  |  |  |  |  |  |  |

|  |  |  |  |  |  |  |  |  |  |

|  |  |  |  |  |  |  |  |  |  |  |  |  |  |  |

|  |  |  |  |  |  |  |  |  |  |  |  |  |  |  |  |  |

|  |  |  |  |  |  |  |  |  |  |  |  |  |  |  |  |  |

|  |  |  |  |  |  |  |  |  |  |  |  |  |  |  |  |  |  |  |

|  |  |  |  |  |  |  |  |  |  |  |  |  |  |  |  |  |  |  |

|  |  |  |  |  |  |  |  |  |  |  |  |  |  |  |  |  |  |  |

|  |  |  |  |  |  |  |  |  |  |  |  |  |  |  |  |  |

|  |  |  |  |  |  |  |  |  |  |  |  |  |  |  |  |  |

|  |  |  |  |  |  |  |  |  |  |  |  |  |  |  |  |  |  |  |  |

|  |  |  |  |  |  |  |  |  |  |  |  |  |  |  |  |  |  |

|  |  |  |  |  |  |  |  |  |  |  |  |  |  |  |  |  |  |  |  |  |

|  |  |  |  |  |  |  |  |  |  |  |  |  |  |  |  |  |  |  |  |  |  |

|  |  |  |  |  |  |  |  |  |  |  |  |  |  |  |  |  |

|  |  |  |  |  |  |  |  |  |  |  |  |  |  |

|  |  |  |  |  |  |  |  |  |  |  |  |  |  |

|  |  |  |  |  |  |  |  |  |  |  |  |  |  |  |

|  |  |  |  |  |  |  |  |  |  |  |  |  |

|  |  |  |  |  |  |  |  |  |  |  |  |  |

|  |  |  |  |  |  |  |  |  |  |  |  |  |  |

|  |  |  |  |  |  |  |  |  |  |  |  |

|  |  |  |  |  |  |  |  |  |  |  |

|  |  |  |  |  |  |  |  |  |  |  |  |  |  |

|  |  |  |  |  |  |  |  |  |  |  |

|  |  |  |  |  |  |  |  |  |  |

|  |  |  |  |  |  |  |  |  |  |

|  |

|  |

|  |

|  |

|  |

|  |  |  |  |  |  |  |

|  |  |  |  |  |  |  |

|  |  |  |  |  |  |  |  |

|  |  |  |  |  |  |  |  |

|  |  |  |  |  |  |  |  |  |

|  |  |  |  |  |  |  |  |  |

|  |  |  |  |  |  |  |  |  |  |

|  |  |  |  |  |  |  |  |  |  |  |

|  |  |  |  |  |  |  |  |  |  |

|  |  |  |  |  |  |  |  |  |  |  |  |  |  |  |

|  |  |  |  |  |  |  |  |  |  |  |  |  |  |  |  |  |

|  |  |  |  |  |  |  |  |  |  |  |  |  |  |  |  |  |

|  |  |  |  |  |  |  |  |  |  |  |  |  |  |  |  |  |  |  |

|  |  |  |  |  |  |  |  |  |  |  |  |  |  |  |  |  |  |  |

|  |  |  |  |  |  |  |  |  |  |  |  |  |  |  |  |  |  |  |

|  |  |  |  |  |  |  |  |  |  |  |  |  |  |  |  |  |

|  |  |  |  |  |  |  |  |  |  |  |  |  |  |  |  |  |

|  |  |  |  |  |  |  |  |  |  |  |  |  |  |  |  |  |  |  |  |

|  |  |  |  |  |  |  |  |  |  |  |  |  |  |  |  |  |  |

|  |  |  |  |  |  |  |  |  |  |  |  |  |  |  |  |  |  |  |  |  |

|  |  |  |  |  |  |  |  |  |  |  |  |  |  |  |  |  |  |  |  |  |  |

|  |  |  |  |  |  |  |  |  |  |  |  |  |  |  |  |  |

|  |  |  |  |  |  |  |  |  |  |  |  |  |  |

|  |  |  |  |  |  |  |  |  |  |  |  |  |  |

|  |  |  |  |  |  |  |  |  |  |  |  |  |  |  |

|  |  |  |  |  |  |  |  |  |  |  |  |  |

|  |  |  |  |  |  |  |  |  |  |  |  |  |

|  |  |  |  |  |  |  |  |  |  |  |  |  |  |

|  |  |  |  |  |  |  |  |  |  |  |  |

|  |  |  |  |  |  |  |  |  |  |  |

|  |  |  |  |  |  |  |  |  |  |  |  |  |  |

|  |  |  |  |  |  |  |  |  |  |  |

|  |  |  |  |  |  |  |  |  |  |

|  |  |  |  |  |  |  |  |  |  |

|  |

|  |

|  |

|  |

|  |

## Kraftwerke

Anlagenschema der KWO. Zustand der Anlagen 2010, einige später in Betrieb genommenen Anlagen sind nicht dargestellt.

Der folgende Überblick basiert auf der Statistik der Wasserkraftanlagen der Schweiz von 2020 und den Angaben auf der Website der KWO im Mai 2020. Ausbauprojekte und stillgelegte Anlagen sind grau kursiv dargestellt. Ein Link zu einer Karte mit der Lage aller Kraftwerke ist oben rechts im Artikel zu finden.
| Zentrale           | Maschinensatz | Art des Kraftwerks    | Funktion           | Oberwasser                                     | Unterwasser                                    | Bauzeit (von–bis)       | Regelarbeitsvermögen in GWh (pro Jahr) | Engpassleistung in Megawatt (MW) | Arbeitshöhe in Meter | Durchfluss in m³/s |
| ------------------ | ------------- | --------------------- | ------------------ | ---------------------------------------------- | ---------------------------------------------- | ----------------------- | -------------------------------------- | -------------------------------- | -------------------- | ------------------ |
| Grimsel 1 ▼        | Oberaar       | Speicherkraftwerk     | turbinieren        | Oberaarsee                                     | Räterichsbodensee                              | 1950–1954 2004–2006     | 0040                                   | 0034                             | 430                  | 008                |
| Grimsel 1 ▼        | Grimsel       | Speicherkraftwerk     | turbinieren        | Grimselsee                                     | Räterichsbodensee                              | 2004–2006               | 0060                                   | 0032                             | 174                  | 020                |
| Grimsel 1E         |               | Umwälzwerk            | turbinieren pumpen | Grimselsee                                     | Räterichsbodensee                              |                         |                                        | 0150                             | 00–                  | 00–                |
| Grimsel 2 ▼        |               | Umwälzwerk            | turbinieren        | Oberaarsee                                     | Grimselsee                                     | 1973–1980 2012–2016     | 0600                                   | 0372                             | 430                  | 100                |
| Grimsel 2 ▼        | pumpen        | Umwälzwerk            | 077                | Oberaarsee                                     | Grimselsee                                     | 1973–1980 2012–2016     | 0600                                   | 0372                             | 430                  |                    |
| Grimsel 3          |               | Umwälzwerk            | turbinieren pumpen | Oberaarsee                                     | Räterichsbodensee                              |                         |                                        | 0660                             | 00–                  | 00–                |
| Grimsel Nollen ▼   |               | Nachschubturbine      | turbinieren        | Grimselsee                                     | Gelmersee                                      | 2017                    | 0005                                   | 0001,4                           | 035–60               | 003                |
| Handeck 1 ▼        |               | Speicherkraftwerk     | turbinieren        | Gelmersee                                      | Ausgleichsbecken Handeck                       | 1925–1932               | 0160                                   | 0048                             | 540                  | 010                |
| Handeck 2▼         |               | Speicherkraftwerk     | turbinieren        | Räterichsbodensee                              | Ausgleichsbecken Handeck                       | 1947–1950 2009–2012     | 0262                                   | 0126                             | 460                  | 033                |
| Handeck 2E ▼       | turbinieren   | Speicherkraftwerk     | 2009–2012          | Räterichsbodensee                              | Ausgleichsbecken Handeck                       | 0090                    | 0262                                   | 457                              | 024                  |                    |
| Handeck 3▼         | Isogyre       | Pumpspeicherkraftwerk | turbinieren        | Räterichsbodensee                              | Ausgleichsbecken Handeck Reservoirkammer Trift | 1972–1976               | 0390                                   | 0055                             | 460                  | 014                |
| Handeck 3▼         | Isogyre       | Pumpspeicherkraftwerk | pumpen             | Reservoirkammer Trift Ausgleichsbecken Handeck | Räterichsbodensee                              | 1972–1976               | 0018                                   | 0050                             | 460                  | 009                |
| Handeck 3▼         | Pumpzentrale  | Pumpe                 | pumpen             | Ausgleichsbecken Handeck                       | Reservoirkammer Trift                          | 1976 (2016 stillgelegt) | 000–                                   | 0010                             | 00–                  | 00–                |
| Innertkirchen ▼    |               | Speicherkraftwerk     | turbinieren        | Ausgleichsbecken Handeck                       | Ausgleichsbecken Innertkirchen                 | 1940–1942/ 2002–2007    | 0720                                   | 0240                             | 670                  | 043                |
| Innertkirchen 1E ▼ | 2012–2016     | Speicherkraftwerk     | turbinieren        | Ausgleichsbecken Handeck                       | Ausgleichsbecken Innertkirchen                 | 0150                    | 0720                                   | 665                              | 026                  |                    |
| Trift▼             |               | Speicherkraftwerk     | turbinieren        | Triftsee                                       | Wasserfassung Trift                            |                         | 0145                                   | 0080                             | 00–                  | 00–                |
| Fuhren ▼           | Gental        | Speicherkraftwerk     | turbinieren        | Engstlensee Gentalwasser                       | Zulaufstollen Steinwasser–Trift                | 1958–1960               | 0017                                   | 0010                             | 400                  | 003                |
| Fuhren ▼           | Pumpzentrale  | Pumpe                 | pumpen             | Pumpenfassung Fuhren                           | Zulaufstollen Steinwasser–Trift                | 1958–1960               | 0012                                   | 004,6                            | 184                  | 002                |
| Hopflauenen ▼      | Trift         | Speicherkraftwerk     | turbinieren        | Reservoirkammer Trift                          | Ausgleichsbecken Hopflauenen                   | 1962–1967               | 0245                                   | 0082                             | 450                  | 024                |
| Hopflauenen ▼      | Leimboden     | Laufkraftwerk         | turbinieren        | Gentalwasser                                   | Ausgleichsbecken Hopflauenen                   | 1962–1967               | 0022                                   | 005,8                            | 320                  | 002                |
| Innertkirchen 2 ▼  |               | Speicherkraftwerk     | turbinieren        | Ausgleichsbecken Hopflauenen                   | Ausgleichsbecken Innertkirchen                 | 1964–1968               | 0170                                   | 0054                             | 225                  | 030                |
| Innertkirchen 3 ▼  |               | Laufkraftwerk         | turbinieren        | Ürbachwasser                                   | Aare                                           | 2015–2016               | 0012                                   | 0003                             | 131                  | 003                |
| Total              |               |                       | turbinieren        |                                                |                                                |                         | 2387                                   | 1318                             |                      |                    |
| Total              | pumpen        | 0631                  | 0427               |                                                |                                                |                         |                                        |                                  |                      |                    |

## Stauseen
Die KWO nutzt das Wasser von acht Speicherseen für die Stromproduktion aus Wasserkraft. Der Nutzinhalt dieser Seen umfasst insgesamt 195 Millionen Kubikmeter. Das ist ein wenig mehr als ein Viertel der jährlichen Niederschläge im KWO-Konzessionsgebiet. Ausbauprojekte sehen vor, das Speichervolumen um 80 % zu erhöhen. Dazu gehört die Erhöhung der Staumauer am Grimselsee und der Bau eines neuen Staudamms beim Triftsee. Gegen beide Projekte regt sich Widerstand aus den Kreisen von Naturschutzorganisationen. Das Projekt der Staumauer-Erhöhung beim Grimselsee wartet auf einen Bundesgerichtsentscheid.

Karte mit sieben der acht Stauseen der KWO. Der Engstlensee liegt ungefähr 16 km nördlich des oberen Kartenrandes.

| Seen                                                 | Nutzinhalt (Mio. m³) | Energieinhalt (Mio. kWh) | Seehöhe (m ü. M.) |
| ---------------------------------------------------- | -------------------- | ------------------------ | ----------------- |
| Trübtensee ▼                                         | 001                  | 004                      | 2365              |
| Oberaarsee ▼                                         | 057                  | 210                      | 2303              |
| Totensee ▼                                           | 002                  | 006                      | 2160              |
| Grimselsee ▼ nach Ausbau                             | 094 170              | 263 510                  | 1909 1932         |
| Gelmersee ▼                                          | 013                  | 035                      | 1850              |
| Mattenalpsee ▼                                       | 002                  | 006                      | 1875              |
| Räterichsbodensee ▼                                  | 025                  | 063                      | 1767              |
| Triftsee ▼ Ausbauprojekt                             | 085                  | 215                      | 1767              |
| Engstlensee ▼ Natursee mit unterirdischem Seeanstich | 001                  | 003                      | 1851              |
| Total                                                | 195                  | 590                      |                   |
| Total mit Ausbau Triftsee und Grimselsee             | 356                  | 982                      |                   |

## Ausgleichsbecken
Die Ausgleichsbecken dienen der Herstellung eines möglichst gleichmässigen Wasserabflusses in die Fliessgewässer unabhängig von der von den Kraftwerken verarbeiteten Wassermenge, weiters entkoppeln sie zwei hintereinander geschaltete Kraftwerke, die nicht exakt die gleiche Wassermenge verarbeiten. Das Ausgleichsbecken Innertkirchen dient der gleichmässigen Wasserabgabe des ganzen Kraftwerksystems in die Aare und verhindert dadurch Schäden am Fluss durch plötzlich ansteigende oder abfallende Wasserpegel.
| Ausgleichsbecken | Unterwasser von           | Oberwasser von                | Seehöhe (m ü. M.) |
| ---------------- | ------------------------- | ----------------------------- | ----------------- |
| Teuflaui ▼       | –                         | Fuhren Gental                 | 1733              |
| Handeck ▼        | Handeck 1,2+2E, Handeck 3 | Innertkirchen 1+1E, Handeck 3 | 1301              |
| Leimboden ▼      | –                         | Hopflauenen                   | 1201              |
| Fuhren ▼         | –                         | Fuhren Pumpzentrale           | 1152              |
| Hopflauenen ▼    | Hopflauenen               | Innertkirchen 2               | 0860              |
| Innertkirchen ▼  | Innertkirchen 1+1E, 2     | –                             | 0621              |

## Energieerzeugung
Nach den Geschäftsberichten der KWO wurden folgende Energiemengen erzeugt beziehungsweise für das Speichern von Wasser verwendet. Weiter ist die Entwicklung der Leistung in den letzten Jahren ersichtlich. Bis 2012 wird die maximale Tagesleistung angegeben, ab 2013 die installierte Turbinenleistung.
| Jahr | Energieabgabe [GWh] | Pumpenergie [GWh] | Leistung [MW] bis 2012: maximale Tagesleistung ab 2013: installierte Leistung |
| ---- | ------------------- | ----------------- | ----------------------------------------------------------------------------- |
| 2008 | 2221                | 731               | 0896                                                                          |
| 2009 | 2269                | 716               | 0813                                                                          |
| 2010 | 2211                | 792               | 0868                                                                          |
| 2011 | 2107                | 708               | 0893                                                                          |
| 2012 | 2312                | 691               | 0788                                                                          |
| 2013 | 2255                | 675               | 1125                                                                          |
| 2014 | 2037                | 631               | 1125                                                                          |
| 2015 | 2266                | 563               | 1125                                                                          |
| 2016 | 2130                | 781               | 1317                                                                          |
| 2017 | 2225                | 772               | 1317                                                                          |
| 2018 | 2149                | 551               | 1318                                                                          |
| 2019 | 2406                | 631               | 1914                                                                          |

## Ökostrom-Zertifizierung
1600 GWh des Stroms der KWO sind seit 2005 mit dem Label naturemade basic als Energie aus erneuerbaren Quellen zertifiziert.

## Geschäftsbereiche

### Grimsel Hydro
Grimsel Hydro ist ein Dienstleistungsunternehmen für Instandhaltung, Optimierung und Neuanfertigung von Laufrädern sowie für Revisionen und Reparaturen von hydraulischen Maschinen und Abschlussorganen. Hervorgegangen aus der für eigene Revisionsbedürfnisse geschaffenen «Turbinenwerkstatt» bietet Grimsel Hydro seine Dienstleistungen heute auch extern am Markt an.

### Grimselwelt
Unter dem Schlagwort Grimselwelt fasst die KWO ihr Engagement im Tourismusbereich zusammen, dazu gehören die Kraftwerke und ehemalige Werkbahnen der KWO, die für den Tourismus geöffnet wurden, sowie Brücken, Wanderwege, Restaurants und Hotels:
- Meiringen-Innertkirchen-Bahn (MIB)
- Gelmerbahn
- Triftbahn
- Luftseilbahn Handeck–Gerstenegg
- Tällibahn
- Kinder- und Familienhotel Handeck
- Historisches Alpinhotel Grimsel Hospiz
- Restaurant und Berghaus Oberaar
- Alpinhütte Bäregg
- Besucherzentrum Hospiz
- Triftbrücke
- Stauseenbesuch

## Fussnoten
1. ↑  Kraftwerke Oberhasli AG. In: Handelsregister. Kanton Bern, abgerufen am 15. Mai 2020.
2. 1 2 3  Geschäftsberichte. In: Grimselstrom. KWO, abgerufen am 15. Mai 2020 (Schweizer Hochdeutsch).
3. 1 2 3 4 5 6 7 8 9 10 11 12 13 14 15  Hans Fankhauser: Der etappenweise Ausbau der Wasserkräfte des Oberhasli vor 1970. In: Schweizerische Bauzeitung. 1979, doi:10.5169/SEALS-85442.
4. ↑  Kraftwerke Oberhasli AG: Der Ausbau der Wasserkräfte im Gental und Gadmental mit Kraftwerk Fuhren. 1961, doi:10.5169/SEALS-65615.
5. ↑  Wie alles begann… Siemens Schweiz AG, abgerufen am 16. Mai 2020.
6. ↑  Arvenwald Sunnig Aar. In: UNESCO-Welterbe Jungfrau-Aletsch. Abgerufen am 24. Mai 2020.
7. ↑  Von Grimsel West zu «KWO plus». In: Naturschutzorganisationen (Hrsg.): Grimsel in Gefahr. S. 6 (energiestiftung.ch [PDF]).
8. ↑  Gemäss Text in der Grafik von Übersichts-Längeprofil Kraftwerke Oberhasli (Stand 1943)
9. ↑  Der Ausbau der Wasserkräfte im Gental und Gadmental mit Kraftwerk Fuhren. In: Schweizerische Bauzeitung. Band 79, Nr. 44, 2. November 1961, S. 755, doi:10.5169/seals-65615.
10. 1 2  IUB Engineering AG (Hrsg.): Aufwertung Kraftwerk Grimsel 1. Dezember 2014 (engineering-group.ch [PDF]).
11. ↑  Die Wasserkraftanlage Handeck III der Kraftwerke Oberhasli. 1979, doi:10.5169/SEALS-85441 (Artikelserie in Heft 14 und 15).
12. 1 2 3  Bundesamt für Energie (Hrsg.): Statistik der Wasserkraftanlagen. Zentralenblätter (admin.ch).
13. 1 2 3 4  Franz Benelli: Kraftwerke Oberhasli: Weiterausbaustudien Kraftwerke Oberhasli und Wirkung der UVP. In: Schweizerische Bauzeitung. Band 105, Nr. 39, 1987, S. 1131–1137, doi:10.5169/SEALS-76716.
14. ↑  Die Geschichte des Grimselvereins. In: Grimselverein. 18. Oktober 2016, abgerufen am 24. Mai 2020.
15. ↑  Investition für die Zukunft. In: Grimselstrom. KWO, abgerufen am 22. Mai 2020 (Schweizer Hochdeutsch).
16. ↑  KWO (Hrsg.): Aufwertung der Kraftwerke Handeck 2 und Innertkirchen 1. 2011 (bern.ch [PDF]).
17. ↑  Innertkirchen 1. In: Grimselstrom. KWO, abgerufen am 22. Mai 2020 (Schweizer Hochdeutsch).
18. ↑  Bundesamt für Energie (Hrsg.): Statistik der Wasserkraftanlagen. Zentralenblätter (admin.ch).
19. ↑  Kraftwerkserweiterungen Innertkirchen 1E und Handeck 2E (Tandem). In: RAOnline EDU. 2016, abgerufen am 22. Mai 2020.
20. ↑  Retrofit Kraftwerk Handeck 3. In: Grimsel Hydro (Hrsg.): Profil. Nr. 1, 2017, S. 6 (grimselhydro.ch [PDF]).
21. ↑  Jungfrau Zeitung: «Politik wird die Wasserkraft nicht absaufen lassen». 21. Januar 2016, abgerufen am 6. Juni 2020.
22. ↑  Kraftwerke: Innertkirchen 3. In: Grimselstrom. KWO, abgerufen am 23. Mai 2020 (Schweizer Hochdeutsch).
23. ↑  Ersatz Staumauer Spitallamm – Das Projekt. In: Grimselstrom. KWO, abgerufen am 23. Mai 2020 (Schweizer Hochdeutsch).
24. ↑  Stefan Schmid: Schlanker Ersatzneubau beim Wasserschloss. In: Baublatt. Nr. 11, 2019, S. 12–17 (baublatt.ch [PDF]).
25. ↑  Jungfrau Zeitung: Trotz finanzieller Unsicherheiten wird der Ausbau weiter geplant. 23. Juni 2018, abgerufen am 6. Juni 2020.
26. ↑  Kraftwerk Handeckfluh. In: Grimselstrom. KWO, abgerufen am 6. Juni 2020 (Schweizer Hochdeutsch).
27. 1 2 3  KWO (Hrsg.): Neubau Speichersee und Kraftwerk Trift. Projektblatt. (grimselstrom.ch [PDF]).
28. ↑  Wilfried Haeberli: Gletscherschwund: Gefahren und Potenziale neuer Seen im Hochgebirge – Schweizerische Energie-Stiftung. Schweizerische Energiestiftung, abgerufen am 24. Mai 2020.
29. ↑  Rebecca Holzer: Das Kraftwerk Trift nimmt die nächste Hürde. In: Jungfrau Zeitung. 13. April 2020, abgerufen am 24. Mai 2020.
30. ↑  Kraftwerk Grimsel 1E. In: Grimselstrom. KWO, abgerufen am 6. Juni 2020 (Schweizer Hochdeutsch).
31. ↑  Jungfrau Zeitung: Grossrats-Kommission für Grimsel 1E. 18. August 2014, abgerufen am 6. Juni 2020.
32. ↑  Stefan Schmid: Herausfordernder Ersatzneubau der Staumauer am Grimsel. In: Baublatt. 8. November 2019, abgerufen am 6. Juni 2020 (Abschnitt Weitere Ausbauschritte).
33. ↑  Pumpspeicherwerk Grimsel 3. In: Grimselstrom. KWO, abgerufen am 6. Juni 2020 (Schweizer Hochdeutsch).
34. ↑  Jungfrau Zeitung: KWO sistiert Grimsel 3. 27. März 2013, abgerufen am 6. Juni 2020.
35. ↑  Vergrösserung Grimselsee. In: Grimselstrom. KWO, abgerufen am 6. Juni 2020 (Schweizer Hochdeutsch).
36. ↑  Helmut Stalder: Staumauer-Erhöhung am Grimsel wird zu Prüfstein für Energiewende. In: Neue Zürcher Zeitung. (nzz.ch [abgerufen am 6. Juni 2020]).
37. ↑  Ausbauvorhaben. In: grimselstrom.ch. KWO, abgerufen am 13. Mai 2020.
38. 1 2 3 4  KWO Kraftwerke aufgerufen am 26. Juli 2020.
39. 1 2 3  Geschäftsbericht 2019, aufgerufen 26. Juli 2020.
40. ↑  Ausbauvorhaben. In: grimselstrom.ch. Kraftwerke Oberhasli, abgerufen am 13. Mai 2020.
41. ↑  Rebecca Holzer: Das Kraftwerk Trift nimmt die nächste Hürde. In: Jungfrau Zeitung. 13. April 2020, abgerufen am 13. Mai 2020.
42. ↑  Helmut Stalder: Staumauer-Erhöhung am Grimsel wird zum Prüfstein für die Energiewende. In: NZZ. 27. Juni 2019, abgerufen am 13. Mai 2020.
43. ↑  Der Ausbau der Wasserkräfte im Gental und Gadmental mit Kraftwerk Fuhren. In: Schweizerische Bauzeitung. Band 79, Nr. 44, 2. November 1961, S. 755, doi:10.5169/seals-65615.

- Karte mit allen Koordinaten:
- OSM |
- WikiMap